# 올 세인츠 (드라마)
올 세인츠(All Saints)는 1998년부터 2009년까지 방영된 드라마이다.